# Lorenz Wetscher
Lorenz Wetscher (* 26. April 1998 in Hall in Tirol) ist ein österreichischer Parkour-Athlet und Model. Er wurde 2018 als Sieger der ersten Staffel Big Bounce – Die Trampolin Show bekannt und ist mehrfacher Guinness-World-Records-Halter.

## Privatleben
Wetscher ist ausgebildeter Optikermeister und arbeitet im Betrieb seines Vaters.

## Karriere
- 2010 begann Wetscher mit Parkour und Freerunning in der  4Elements-Academy. Es folgten Showacts für Swarovski, Redbull, Conrad Electronic, Under Armour sowie ein Auftritt bei der Eröffnungszeremonie der Olympischen Jugend-Winterspiele 2016 in Innsbruck.
- 2015 stellte Wetscher zwei Weltrekorde bei der Fibo in Köln auf.[5]

1. "Longest standing jump between two objects (parkour)" –  3,15 m[6]
2. "Most backflips in one minute (team)" - 51[7]

- 2018 setzte sich Wetscher gegen 399 Kandidaten bei der deutschen Fernsehshow Big Bounce – Die Trampolin Show durch und gewann 100.000 € Preisgeld.[8][9]
- 2021 verbesserte Wetscher seinen eigenen Weltrekord bei einer Aufzeichnung des ORF.[10]

1. "Longest standing jump between two objects (parkour)" - 3,40 m[11]

- 2022 wurde bei einer Aufzeichnung von Puls 4 erneut ein Weltrekord gebrochen. Gemeinsam mit Stefan Dollinger, Quirin Somavilla und Tobias Kahofer erhöhte Wetscher den Weltrekord für die meisten Rückwärtssaltos in einer Minute um 18 Flips.[12]

1. "Most backflips in one minute (team)" - 69

- 2022 Gewann Wetscher bei Catch! (Fernsehshow) die Europameisterschaft im Fangen. Angeführt wurde das Team von Larissa Marolt. Team Österreich konnte sich im Semifinale gegen Polen (Team Evelyn Burdecki) und im Finale gegen Deutschland (Team Wincent Weiss) durchsetzen.[13][14][15]
- 2023 Stellte Wetscher an einem Tag 3 Guinness World Records im Weitspringen auf.[16][17]

1. "Farthest standing jump sideways" mit 2,83 m
2. "Farthest standing jump forwards with one leg" mit 2,69 m
3. "Longest backward standing jump" mit 2,61 m

## Model
Wetscher ist seit 2018 Katalogmodel der Sportmarke  Chillaz.

## Fernsehauftritte
- 03/2022 Ninja Warrior Austria Finale (Puls4)
- 02/2022 Ninja Warrior Austria (Puls4)
- 01/2022 Guinness World Records Most backflips achieved by a team in one minute 69 (Puls4)
- 11/2021 Catch! Europameisterschaft im Fangen Europameister (Sat1 & Puls4)
- 10/2021 Guinness World Records Longest standing jump between two objects 3,40m (ORF)
- 06/2021 Ninja Warrior Germany (RTL)
- 06/2021 Ninja Warrior Austria (Puls4)
- 12/2020 Catch! Europameisterschaft im Fangen (Sat1 & Puls4)
- 12/2019 Catch! Europameisterschaft im Fangen (Sat1 & Puls4)
- 02/2019 Catch! Deutsche Meisterschaft im Fangen (Sat1)[19]
- 03/2018 Big Bounce - Die Trampolinshow Finale (RTL)
- 02/2018 Big Bounce - Die Trampolinshow Vorrunde (RTL)
- 07/2017 Ninja Warrior Austria Semifinale (Puls4)
- 04/2015 Guinness World Records Longest standing jump between two objects 3,15m (RTL)
- 04/2015 Guinness World Records Most backflips achieved by a team in one minute 51 (RTL)

## Film
- 08/2019 Musikvideo im Bollywood Film „Saaho“ (Netflix)[20][21]